# Ultimate Run–DMC
Albums de Run–DMC
Greatest Hits
(2002) Live at Montreux 2001
(2007)
Ultimate Run–DMC est une compilation de Run–DMC, sortie le 28 octobre 2003.
Cet opus propose également un DVD comprenant quatorze clips du trio.
L'album s'est classé 62e au Top R&B/Hip-Hop Albums.

## Liste des titres
| No  | Titre                                                        | Album original       | Durée |
| --- | ------------------------------------------------------------ | -------------------- | ----- |
| 1.  | Rock Box                                                     | Run–DMC              | 5:32  |
| 2.  | Run's House                                                  | Tougher Than Leather | 3:45  |
| 3.  | Walk This Way (featuring Aerosmith)                          | Raising Hell         | 5:11  |
| 4.  | Together Forever (Krush Groove 4) (Live at Hollis Park 1984) | King of Rock         | 3:34  |
| 5.  | King of Rock                                                 | King of Rock         | 5:14  |
| 6.  | Jam-Master Jay                                               | Run–DMC              | 3:12  |
| 7.  | Hit It Run                                                   | Raising Hell         | 3:11  |
| 8.  | It's Tricky                                                  | Raising Hell         | 3:04  |
| 9.  | Peter Piper                                                  | Raising Hell         | 3:23  |
| 10. | It's Like That                                               | Run–DMC              | 4:51  |
| 11. | Raising Hell                                                 | Raising Hell         | 5:33  |
| 12. | My Adidas                                                    | Raising Hell         | 2:49  |
| 13. | Sucker M.C.'s (Krush Groove 1)                               | Run–DMC              | 3:11  |
| 14. | Mary, Mary                                                   | Tougher Than Leather | 3:14  |
| 15. | Here We Go (Live at the Fun House)                           | Run–DMC              | 4:06  |
| 16. | Beats to the Rhyme                                           | Tougher Than Leather | 2:42  |
| 17. | Down with the King                                           | Down with the King   | 5:04  |
| 18. | It's Like That (Run-DMC vs. Jason Nevins)                    | Inédit               | 4:08  |